# Ingrid Friese
Ingrid Friese (* 20. September 1952 in Gebesee, Kreis Erfurt-Land, DDR) ist eine deutsche Politikerin (SPD).

## Leben
Friese studierte von 1969 bis 1972 am Institut für Lehrerbildung in Weimar. Von 1972 an bis 1989 war sie beruflich als Erzieherin tätig, im Jahr 1989 wurde sie Leiterin eines Kinderhorts. Friese ist Mutter zweier Kinder.
In den Jahren 1990 bis 1993 war sie Mitglied des Kreistages Bernau. Zeitweise saß sie auch im Verwaltungsrat der Sparkasse Barnim.
Friese wurde bei der Landtagswahl 1994 im Wahlkreis 13 (Barnim I) als Direktkandidatin der SPD gewählt und zog in den Landtag des Landes Brandenburg ein. Sie war Abgeordnete vom 11. Oktober 1994 bis zum Ende der Legislaturperiode am 29. September 1999. Während dieser Zeit war sie stellvertretende Vorsitzende der SPD-Landtagsfraktion. Sie war ferner Mitglied im Ausschuss für Bildung, Jugend und Sport und im Ausschuss für Brandenburg-Berlin. Bei der Wahl 1999 wurde sie nicht wieder in den Landtag gewählt.
Bei der Kommunalwahl 2003 wurde sie in den Barnimer Kreistag gewählt, dem sie seit dem 1. November 2003 angehört. Bei der Kommunalwahl am 28. September 2008 wurde sie wiedergewählt. Im Kreistag ist Friese Vorsitzende des Ausschusses für Bildung und Kultur.